# Suhoj Su-5
Suhoj Su-5 ali I-107 je bilo sovjetsko lovsko letalo, ki so ga razvili proti koncu 2. svetovne vojne. Povod za razvoj je bil pojav reaktivnega Messerschmitt Me 262. Sovjetska zveza v tistem času ni imela operativnega turboreaktivnega motorja, zato so uporabili motorjet  in propeler konfiguracijo.Su-5 je bil po konceptu podoben lovcu Mikojan-Gurevič I-250.
Su-5 je prvič poletel 6. aprila 1945. Na testih je dosegel hitrost 800 km/h.

## Specifikacije (Su-5)
Splošne karakteristike
- Posadka: 1
- Dolžina: 8,51 m (27 ft 11 in)
- Razpon kril: 10,56 m (34 ft 8 in)
- Višina: 3,53 m (11 ft 7 in)
- Površina kril: 17 m² (183 ft²)
- Teža praznega letala: 2954 kg (6510 lb)
- Naložena teža: 3804 kg (8390 lb)
- Pogon letala:
  - 1 × VDRK motorjet, 2,9 kN (660 lbf)
  - 1 × Klimov VK-107A Tekočinsko hlajeni 12-valjnik, 1230 kW (1650 KM)

 Zmogljivost 
- Maks. hitrost: 810 km/h (437 vozlov, 503 mph) na 7800 m (25590 ft) (projektirana)
- Doseg: 600 km (325 nmi, 375 mi)
- Višina leta: 12000 m (39370 ft)
- Hitrost vzpenjanja: 5,7 min do 5000 m (16405 ft)

Oborožitev

- 1 × 23 mm (0.91 in) Nudelman-Suranov NS-23 top
- 2 × 12.7 mm (0.50 in) Berezin UB strojnice